# Matching-Hypothese
Die Matching-Hypothese besagt, dass Individuen, die soziale Beziehungen eingehen, darauf achten, dass die Anziehungskraft des Partners (durch Aussehen, Status, Reichtum etc.) mit der eigenen vergleichbar ist. Die beiden Personen besitzen so eine gewisse Ähnlichkeit, wobei die Vergleichskriterien variieren und die jeweiligen Dimensionen sich gegenseitig kompensieren können (z. B. mangelnde Schönheit gegen Geld).

## Experimentelle Bestätigung
Experimentell wurde die Matching-Hypothese erstmals von Walster und Walster (1969) bestätigt. Sie führten eine Untersuchung an der Universität Minnesota mit 347 Studenten durch, die sich freiwillig für den „Computer Matching Dance“-Test gemeldet hatten. In diesem Test ging es darum, dass ein  Computerprogramm den, nach den Wünschen der Versuchspersonen passenden gegengeschlechtlichen Partner auswählte.

### Hypothese
Die Hypothese, die es zu überprüfen galt war, dass Versuchspersonen ihren Partner häufiger nach dem Matching-Prinzip wählen, wenn sie Angst vor Zurückweisung haben, und weniger stark bzw. gar nicht, wenn die Wahrscheinlichkeit der Ablehnung minimiert wird. So variierten Walster und Walster zwei Versuchsbedingungen zwischen den Teilnehmer.

### Bedingungen
Bedingung Eins hob die Wahrscheinlichkeit sowie die negativen Konsequenzen der Ablehnung gegenüber den Probanden hervor (High Probabilitiv of Rejection = Hight POR). Den Studenten wurde mitgeteilt, dass nachdem der Computer ihnen einen Partner zugewiesen hatte, es ein kurzes Kennenlern-Treffen geben würde. Nach diesem ersten Treffen hätte der vom Computer ausgewählte Partner die Möglichkeit eine weitere Verabredung abzulehnen. Diese Option, so unterrichtete man die Studenten, sei bis jetzt von etwa der Hälfte in Anspruch genommen worden.
Bedingung Zwei minimierte die Wahrscheinlichkeit der Ablehnung (Low POR), indem den Versuchspersonen mitgeteilt wurde, dass sie sich zwar nach dem ersten Treffen mit der zugewiesenen Person umentscheiden könnten, aber die andere Person selbst keine Möglichkeit hätte, ein weiteres Treffen abzulehnen.

### Methode
Die Teilnehmer wurden zunächst von Mitarbeitern hinsichtlich ihrer Attraktivität bewertet (Index für Level der Beliebtheit). Dann erhielten die Versuchspersonen einen Fragebogen, in dem sie sich selbst mit Hilfe spezieller Items über ihre wahrgenommene Beliebtheit einschätzen mussten. Außerdem mussten die Studenten angeben, welche Art von Partner (Beliebtheit, Level der physischen Attraktivität) sie bevorzugten.

### Ergebnis
Je physisch attraktiver die Studenten waren, desto mehr wünschten sie sich einen beliebten Partner, ungeachtet ob die Wahrscheinlichkeit der Ablehnung minimiert oder erhöht war. In beiden Bedingungen wendeten fast allen Personen das Matching-Prinzip an. Die variierte Ablehnungswahrscheinlichkeit besitzt also keinen Einfluss auf die Wahl des Partners. 
Später wurde die Matching-Hypothese in weiteren Experimenten (Berscheid und Dion, 1969 u. Mustein 1971) ebenfalls bestätigt. Berscheid und Dion testeten die Versuchspersonen unter einer idealistischen und einer realistischen Wahlbedingung. Auch hier zeigte sich, dass die Variation der Wahlbedingung die Matching-Hypothese nicht signifikant beeinflusst und beide Versuchspersonen Gruppen nach dem Matching-Prinzip vorgingen.